# Товстановський Олександр Іванович
Олександр Іванович Товстановський (25 грудня 1927, село Джуржівка (за іншими даними — село Березівка), тепер Новоушицького району Хмельницької області — ?) — український радянський і компартійний діяч, депутат Верховної Ради УРСР 8—11-го скликань. Член Ревізійної Комісії КПУ в 1976—1986 роках.

## Біографія
З 1944 року працював слюсарем, комбайнером Вахновецької машинно-тракторної станції (МТС) Новоушицького району Кам'янець-Подільської області. У 1946 році закінчив школу механізаторів у місті Полонному, а у 1949 році — Новоушицький технікум механізації сільського господарства Кам'янець-Подільської області.
У 1949—1953 роках — технік, старший механік по комбайнах і сільськогосподарських машинах Кутковецької МТС Чемеровецького району Кам'янець-Подільської області.
Член ВКП(б) з 1951 року.
У 1953—1955 роках — головний інженер Чемеровецької МТС Хмельницької області.
У 1955 році заочно закінчив Мелітопольський інститут механізації сільського господарства Запорізької області.
У 1955—1959 роках — директор Плужнянської машинно-тракторної станції (МТС) Ізяславського району Хмельницької області.
У 1959—1962 роках — голова виконавчого комітету Ізяславської районної ради депутатів трудящих Хмельницької області.
З 3 березня до грудня 1962 року — 1-й секретар Ізяславського районного комітету КПУ Хмельницької області. У грудні 1962—1965 роках — начальник Ізяславського виробничого колгоспно-радгоспного управління.
У січні 1965—1966 року — 1-й секретар Білогірського районного комітету КПУ Хмельницької області. У 1966—1969 роках — 1-й секретар Дунаєвецького районного комітету КПУ Хмельницької області.
У квітні 1969 — 4 серпня 1970 року — секретар Хмельницького обласного комітету КПУ.
4 серпня 1970 — березень 1972 року — 2-й секретар Хмельницького обласного комітету КПУ.
У березні 1972 — липні 1974 року — голова виконавчого комітету Хмельницької обласної ради депутатів трудящих.
У 1974 — березні 1985 року — 1-й заступник міністра сільського господарства Української РСР.
15 березня 1985 — 13 січня 1990 року — голова виконавчого комітету Тернопільської обласної ради народних депутатів.
Потім переїхав до міста Києва. Очолював виробничо-організаційну фірму «Агро-Ч».

## Нагороди
- орден Леніна (31.12.1965)
- орден Трудового Червоного Прапора (24.12.1987)
- медалі
- Почесна грамота Президії Верховної Ради Української РСР (23.12.1977)